# Мухаммад III (маї Борну)
Мухаммад III (*д/н —1458) — 13-й маї Борну в 1453—1458 роках.

## Життєпис
Походив з династії Сейфуа. Син маї Кадая III. Після загибелі батька 1446 року брав участь у боротьбі за трон із своїми родичами. 1453 року захопив трон. Втім не зміг об'єднати державу, в якій тривала боротьба між представниками Сейфуа.
Зрештою відійшов від державних справ, довірившись військовикам. Помер або був повалений 1458 року. Трон захопив Ґаджі.